# André Ahrlé
André Ahrlé, né le 27 juin 1961 à Bonn, est un pilote automobile allemand.

## Palmarès

### Résultats aux 24 Heures du Mans
| Année | Equipe             | Coéquipiers                            | Voiture         | Classe | Tours | Pos. | Class Pos. |
| ----- | ------------------ | -------------------------------------- | --------------- | ------ | ----- | ---- | ---------- |
| 1996  | Larbre Compétition | Patrick Bourdais Patrice Goueslard     | Porsche 911 GT2 | GT2    | 284   | 20e  | 2e         |
| 1997  | Roock Racing       | Andy Pilgrim Bruno Eichmann (de)       | Porsche 911 GT2 | GT2    | 306   | 10e  | 2e         |
| 1998  | Roock Racing       | Robert Schirle (de) David Warnock (de) | Porsche 911 GT2 | GT2    | 247   | 22e  | 8e         |
| 1999  | Roock Racing       | Claudia Hürtgen Vincent Vosse          | Porsche 911 GT2 | GTS    | 291   | 21e  | 3e         |

### Résultats aux 24 Heures de Daytona
| Année | Equipe              | Coéquipiers                                           | Voiture           | Classe | Tours | Pos. | Class Pos. |
| ----- | ------------------- | ----------------------------------------------------- | ----------------- | ------ | ----- | ---- | ---------- |
| 1996  | Konrad Motorsport   | Bernd Netzeband André Lara Resende (de) Karel Dolejší | Porsche 911 GT2   | GTS-2  | 281   | Abd. | Abd.       |
| 1997  | Roock Racing        | Ralf Kelleners Claudia Hürtgen Patrice Goueslard      | Porsche 911 GT2   | GTS-2  | 665   | 4e   | 1re        |
| 1998  | Larbre Compétition  | Carl Rosenblad Patrice Goueslard Christophe Bouchut   | Porsche 911 GT1   | GT1    | 667   | 3e   | 2e         |
| 1999  | Roock Racing        | Raffaele Sangiuolo David Warnock Hubert Haupt (de)    | Porsche 911 GT2   | GT2    | 634   | 7e   | 1re        |
| 2000  | Larbre Compétition  | Jean-Luc Chéreau Patrice Goueslard Christophe Bouchut | Porsche 911 GT3 R | GTU    | 597   | 20e  | 8e         |
| 2002  | RWS Motorsport (en) | Horst Felbermayr Horst Felbermayr Jr. Paul Knapfield  | Porsche 911 GT3-R | GT     | 330   | Abd. | Abd.       |